# كيث أونيل (لاعب كرة قدم أمريكية)
كيث أونيل (بالإنجليزية: Keith O'Neil)‏ هو لاعب كرة قدم أمريكية أمريكي، ولد في 26 أغسطس 1980 في روتشستر في الولايات المتحدة.

## وصلات خارجية
- كيث أونيل على موقع مرجع كرة القدم المحترفة.كوم (الإنجليزية)